# Ginga Densetsu Weed
Ginga Densetsu Weed (jap. 銀牙伝説ウィード, Ginga Densetsu Wīdo, dt. etwa „Silberzahn-Legende Weed“) ist eine Manga-Serie des japanischen Zeichners Yoshihiro Takahashi. Sie spielt 14 Jahre nach der Geschichte von Ginga Nagareboshi Gin und thematisiert die Abenteuer des Akita-Kishu-Mischlingswelpen Weed. Der Manga wurde auch als Anime-Fernsehserie adaptiert, die in mehrere Sprachen übersetzt wurde.

## Handlung (Anime)
Der Akita-Kishu-Mischlingswelpe Weed (ウィード, dt. „Unkraut“) reist in das legendäre Hundeparadies von Ohu im Futago-Pass (dt. Zwillings-Pass), um seinen Vater Gin (銀, dt. „Silber“) zu finden, der das Hunderudel, das über Ohu herrscht, anführt. In Ohu muss er gegen den Menschen- und Hundefressenden Hund Kaibutsu (怪物, dt. „Monster“ / カイブツ), auch P4 genannt, kämpfen, der ein ehemaliges Laborexperiment war. Dabei stirbt sein Freund und alter Kämpfer Smith, doch auch Kaibutsu wird getötet.
Doch lange können sie sich nicht über den Sieg freuen, denn schon taucht Hōgen auf, eine dänische Dogge. Dieser greift Gin und seine engsten Vertrauten, den Schäferhund John und den Kishu Akame, an und entführt diese. Weed sammelt viele Anhänger um sich, darunter Kurotoras Sohn Kagetora und Bens Sohn Ken, doch auch sein Gegner wird immer mächtiger. Schließlich kommt es zu einem Kampf um Gajou, die Steinfestung, welche der Bär Akakabuto 14 Jahre zuvor erschaffen hatte. Hōgen und Weed verletzen sich gegenseitig sehr stark und Weed stirbt beinahe, doch plötzlich erscheinen in Weeds Blickfeld die Geister der toten Ohu-Kämpfer, darunter auch Smith. Dieser befiehlt ihm aufzustehen. Weed stößt einen lauten Kampfschrei aus, wendet noch einmal die Battouga an und Hōgen scheint besiegt zu sein, jedoch bewegt er sich noch, weshalb Gin ihm in den Nacken beißt und dadurch versucht ihn zu töten, Weed jedoch stößt seinen Vater zur Seite und erklärt, dass man nicht viel besser als Hōgen sei, wenn man selbst tötete. Gin erkennt, dass Weed ein besserer Anführer als er ist und übergibt ihm den Rang des Anführers. Alle verneigen sich vor Weed, doch Reika, eine Akita-Hündin, bemerkt, dass Hōgen verschwunden ist. Er steht auf Gajou und lacht, da er sich für den Gewinner des Kampfes hält, wird jedoch von einem Blitz getroffen und stirbt. Nun kehrt Frieden in Ohu ein und Weed ist der Anführer des Paradieses.

## Charaktere
Gin(Akita Inu) Gin ist Weeds Vater und der legendäre Anführer der Hunde Ohus. Er war der Hund, der vor 14 Jahren Akakabuto, einen riesigen Dämonbären, mit der Battouga, einer Kampftechnik, die nur die Anführer beherrschen, tötete und somit Frieden in Ohu brachte.
Weed(Akita-Kishu-Mischlingshund) Weed ist der Sohn von Sakura und Gin und somit der zukünftige Anführer des Hundeparadieses Ohu. Als noch junger Hund setzt er die Battōga ein und wird dabei von Smith, einem alten Bekannten seines Vaters, entdeckt. Dieser erklärt ihm, dass er der Sohn des legendären Anführers ist und begleitet Weed und seine Freunde auf die Suche nach Weeds Vater. Er muss viele Abenteuer bestehen, wie zum Beispiel den riesigen Mutantenhund Kaibutsu, auch P4 genannt, zu töten und schließlich den Erzfeind Hōgen zu besiegen, damit er seinen Vater aus Hōgens Fängen befreien und endlich kennenlernen kann.
Sakura(Kishu) Sakura ist Gins Gefährtin und somit Weeds Mutter. Sie ist krank, weshalb Weed für sie Futter besorgen will, jedoch bricht Sakura in Weeds Abwesenheit zusammen und stirbt wenig später vor seinen Augen. Kurz vor ihrem Tod bittet sie Smith, einen Freund von Weed, ihren letzten Wunsch zu erfüllen: Weed soll seinen Vater Gin kennenlernen.
Akame(Kishu) Akame war der legendäre Leiter des alten Clans der Ninja-Hunde von Iga. Er schloss sich Gin an und wurde sein Taktiker. Er, Gin und John werden von der deutschen Dogge, Hōgen, angegriffen. Gin schickt Akame weg, um seinen Sohn Weed zu finden. Als er ihn findet, beginnt Akame zu weinen. Hōgen plant eine Belagerung auf Gajō. Er schickt seinen Bruder, Genba, aus, aber Akame gelingt die Flucht, indem er sich am nahe gelegenen Fluss versteckt. Er beschließt, Genba zu warnen, dass, wenn er nicht zurückgeht, es sein Tod sein wird. Um den Ernst seiner Wörter zu verdeutlichen, verwundet er Genba im Kopf. Nach dem Tod von Genba beginnt Akame damit, als Wächter für Weed zu arbeiten, so wie er es für Gin war. Nachdem Hōgen besiegt wurde, lebte er friedlich in Ohu.
Hōgen(Dänische Dogge) Hōgen ist eine Dänische Dogge, die Ohu erobern und regieren will. Damit sein Plan aufgeht, nimmt Hōgen Gin und dessen engsten Vertrauten, John und Akame, gefangen. Später trägt er einen schrecklichen Kampf mit Weed aus, jedoch stirbt er schwer verletzt, da er von einem Blitz erschlagen wird.
Genba(Dänische Dogge) Genba ist der jüngere Bruder von Hōgen, zusammen mit ihm erobert er Ohu. Er stirbt, als sein Bruder ihm die Kopfhaut abreißt, da Genba in einem Kampf so schwer verletzt wurde, dass er selbst Hōgen nicht mehr erkennt und ihn angreift, da er ihn für einen Feind hält.
Kaibutsu(Mutanthund) Kaibutsu ist ein menschliches Genexperiment, das auch P4 genannt wird. Er ist aus einem Labor entkommen und seitdem tötet und frisst er aus Rache alle Menschen, die er sieht. Sein einziger Freund ist der Schäferhund Jerome. Er wird seit Jahren vergeblich gesucht, kann jedoch von Weed aufgespürt und schließlich getötet werden.
Kamakiri(Irischer Wolfshund) Kamakiri ist ein Verbündeter Hōgens, der nach Genbas Tod eigene Pläne entwickelte den Futago-Pass zu übernehmen. Er wurde von Hiro dem Tod überlassen, da dieser Rache für seinen Vater nehmen wollte, den Kamakiri zuvor tötete.

## Veröffentlichung des Mangas
Der Manga erscheint seit Januar 1999 im Magazin Manga Goraku des Verlags Nihonbungeisha. Er wurde auch in 60 Sammelbänden veröffentlicht und die ersten drei Bände ins Englische übersetzt.

## Anime
Studio Deen produzierte 2005 einen gleichnamigen Anime, bei dem Toshiyuki Kato Regie führte. Das Charakterdesign entwarf Masaaki Kannan. Die Serie wurde ab 17. November 2005 auf Animax das erste Mal gezeigt. Später wurde der 26 Folgen umfassende Anime auch in Koreanisch, Finnisch, Ungarisch, Dänisch, Norwegisch, und Schwedisch synchronisiert und in diesen Ländern ausgestrahlt.
Der Anime orientiert sich zwar an der Mangavorlage, änderte aber verschiedene Ereignisse der Handlung ab.

### Synchronsprecher
| Rolle | japanischer Sprecher (Seiyū) |
| ----- | ---------------------------- |
| Weed  | Sachi Kokuryū                |
| Mel   | Akiko Kobayashi              |
| Gin   | Hiroki Tōchi                 |
| Hōgen | Kōji Ishii                   |

### Musik
Für den Vor- und Abspann wurden von der Gruppe Dohatsuten die Titel „Ginga Densetsu WEED“ und „Tsuki Akari“ aufgenommen, wovon Ginga Densetsu WEED am 8. November 2005 in Japan als Single erschien.